# 義守大學

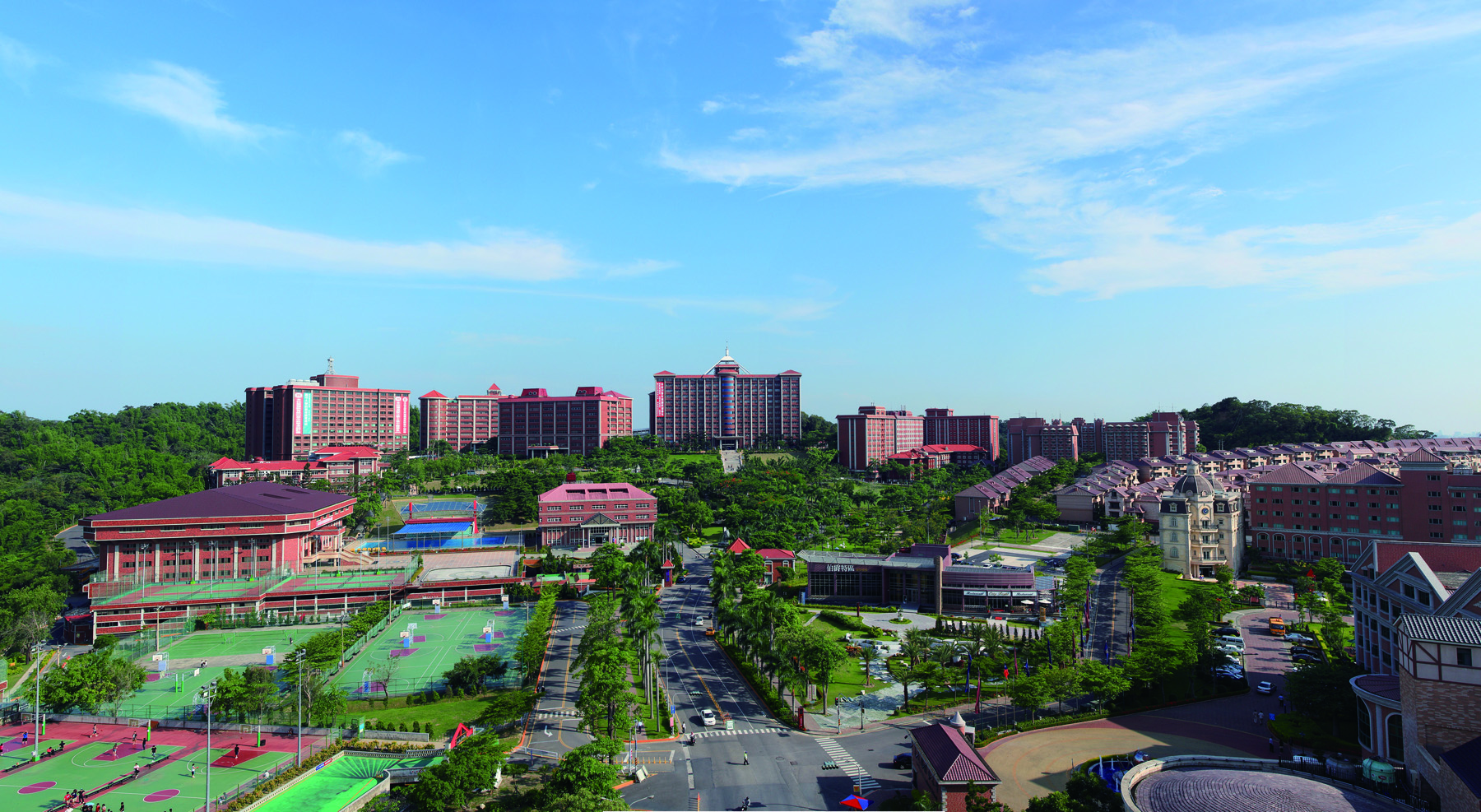
義守大學校本部

義守大學（英語：I-SHOU University），是一所位於台灣高雄市的綜合大學，簡稱義大，原名高雄工學院，由義联集團（原名燁隆鋼鐵集團）創辦人林義守於1986年創建。校本部位於高雄市大樹區觀音山東麓，與義大世界相鄰，醫學院校區則位於高雄市燕巢區，與義大醫院相鄰。

## 沿革
- 1986年：高雄工學院創校。
- 1990年：開始招生。
- 1997年：更名為義守大學。
- 1999年：燕巢分部設立申請核准。
- 2006年：燕巢分部啟用。
- 2009年：設立全英文授課之國際學院。
- 2010年：學士後中醫學系招生。
- 2011年：電影與電視學系、創意商品設計學系、數位多媒體設計學系、廚藝學系、娛樂事業管理學系招生。成立傳播與設計學院、觀光餐旅學院。
- 2012年：觀光餐旅學院原住民專班、傳播與設計學院原住民專班招生。

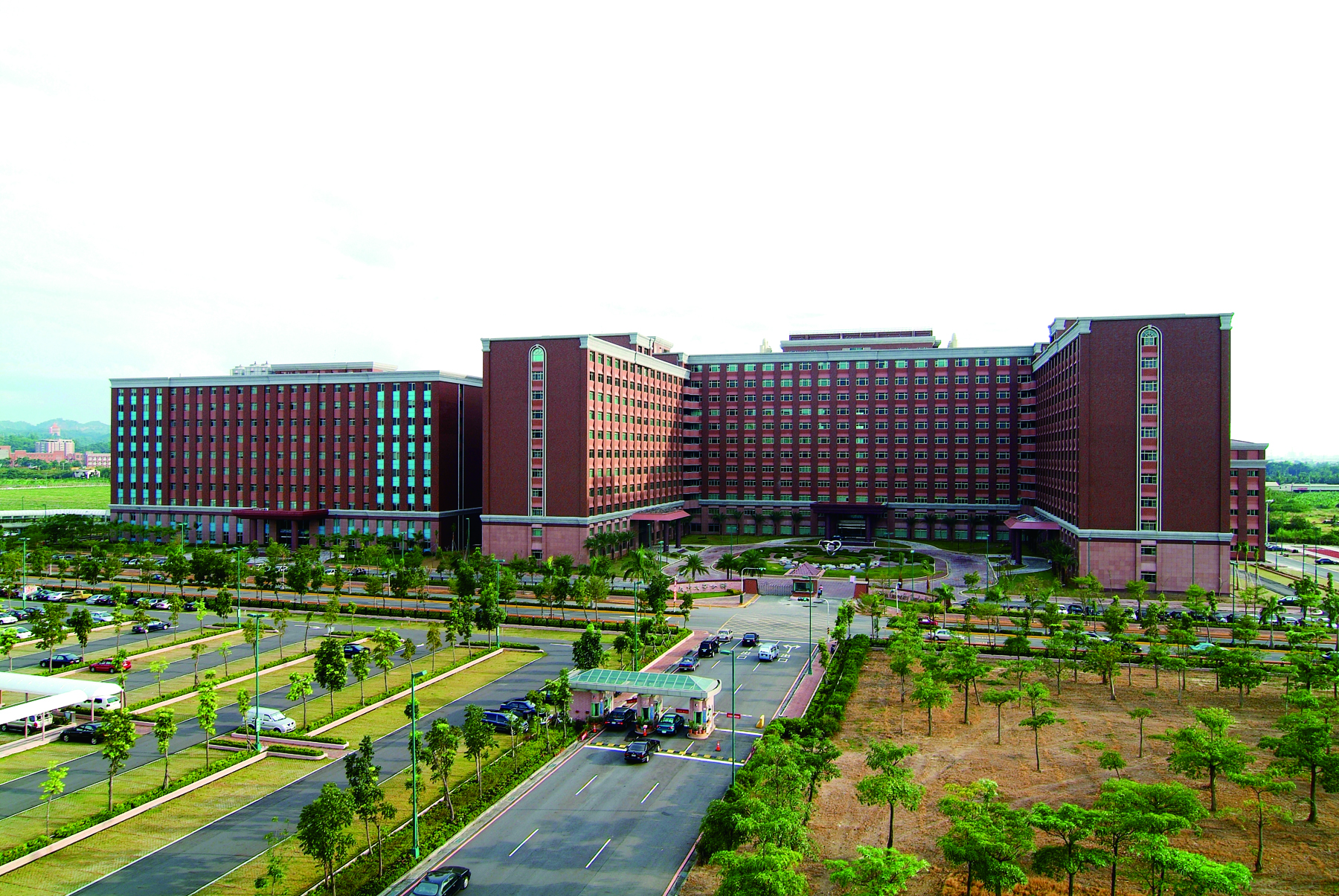
義守大學醫學院

- 2013年：學士後醫學系外國學生專班、護理學系原住民專班招生。成立醫學院[3][4]
- 2014年：燕巢分部更名為醫學院[5]。
- 2015年：醫學院長期照護原住民專班招生。
- 2016年：整併原住民專班成立「原住民族學院」，是台灣繼東華大學第二個原住民族學院。[6]
- 2017年：醫學檢驗技術學系招生。
- 2018年：智慧化自動控制英語學士學位學程、傳播產製英語學士學位學程招生。
- 2019年：醫學系(所)招生。
- 2020年：停招大眾傳播學系碩士班、醫學院長期照護原住民專班。企業管理學系、管理學院管理碩士班整併為企業管理學系。增設傳播與設計學院文創傳播與設計碩士班。電機資訊學院更名為智慧科技學院。
- 2021年：娛樂事業管理學系更名為國際傳媒與娛樂管理學系。通訊工程學系更名為智慧網路科技學系；財務與計算數學系更名為資料科學與大數據分析學系；土木與生態工程學系更名為土木工程學系。停招資訊工程學系進修學士班、電機資訊學院進修學士班、機械與自動化工程學系進修學士班、電機工程學系碩士在職專班、傳播產製英語學士學位學程。增設智慧醫療暨生物資訊碩士學位學程。設立醫學科技學院[7]。

## 歷任校長
| 任別   | 姓名   | 任期                                                  |
| ------ | ------ | ----------------------------------------------------- |
| 第一任 | 傅勝利 | 高雄工學院時期1990年-1997年 義守大學時期1997年-2011年 |
| 代理   | 洪萬隆 | 2011年-2012年                                         |
| 第二任 | 蕭介夫 | 2012年-2018年                                         |
| 第三任 | 陳振遠 | 2018年-2023年7月31日                                  |
| 第四任 | 古源光 | 2023年8月1日~至今                                     |

## 學術單位
| 智慧科技學院 | 電機工程學系(所)         | 資訊工程學系(所) |
| 智慧科技學院 | 電子工程學系(所)         | 資訊管理學系(所) |
| 智慧科技學院 | 智慧科技英語學士學位學程 |                  |

| 工學院 | 機械與自動化工程學系                   | 材料科學與工程學系(所) |
| 工學院 | 化學工程學系暨生物技術與化學工程研究所 | 土木工程學系           |

| 管理學院 | 工業管理學系           | 財務金融管理學系(所) |
| 管理學院 | 國際商務學系           | 企業管理學系(所)     |
| 管理學院 | 會計學系               | 公共政策與管理學系   |
| 管理學院 | 管理碩博士班           | 餐旅管理學系         |
| 管理學院 | 觀光智慧服務與科技學系 | 廚藝暨美食學系       |
| 管理學院 | 觀光餐旅原住民專班     |                      |

| 傳播與設計學院 | 大眾傳播學系         | 電影與電視學系       |
| 傳播與設計學院 | 視覺藝術與設計學系   | 文創傳播與設計碩士班 |
| 傳播與設計學院 | 傳播與設計原住民專班 |                      |

| 國際學院 | 國際企業經營英語學士學位學程     | 財務與商業分析英語學士學位學程     |
| 國際學院 | 智慧觀光餐旅管理英語學士學位學程 | 國際傳媒與娛樂管理英語學士學位學程 |
| 國際學院 | 應用日語學系                     |                                    |

| 醫學院 | 醫學系(所)               | 營養學系           |
| 醫學院 | 職能治療學系             | 醫務管理學系(所)   |
| 醫學院 | 護理學系(所)             | 物理治療學系       |
| 醫學院 | 學士後醫學系外國學生專班 | 學士後中醫學系     |
| 醫學院 | 學士後護理學系           | 護理學系原住民專班 |

| 醫學科技學院 | 醫學科學與生物科技學系(所) | 生物醫學工程學系(所) |
| 醫學科技學院 | 醫學影像暨放射科學系       | 醫學檢驗技術學系     |

| 原住民族學院 |
| ------------ |

| 通識教育中心 |
| ------------ |

## 國際合作交流
本校與歐、美、澳、亞、中多所學校簽有合作協議，學生可利用多樣的合作項目，在暑期或是學期中到海外姐妹校研修、交換或修讀雙聯學位。如：本校與香港理工大學(The Hong Kong Polytechnic University)簽訂4+1 (學士+碩士)及2+1 (碩士+碩士)雙學位課程、與英國諾丁漢特倫特大學(Nottingham Trent University)及韓國又松大學Solbridge國際商學院(Solbridge International School of Business, Woosong University)簽訂三校合作交換生計畫，本校學生可在一年內完成赴此兩所大學海外研修。
目前與本校締結學術合作交流之海外姐妹校計有603所，包含歐、美、澳計56所、東北亞計29所、亞洲計96所；與大陸簽約高校共計202所 (「985暨211工程」重點大學計22所、其餘「211工程」重點大學計34所，另外為各省市重點大學)、港澳計210所。

## 學校榮譽
- 2018台灣最佳大學排行榜 義大榮獲「最佳進步獎」[10]
- 喜連來！ 義大再登榜「亞太最佳大學」[11]
- 全國僅11所、居私校前茅 全球最佳年輕大學 義大上榜[12]
- 俄羅斯RUR評選 義大獲選全球最佳大學[13]
- 《泰晤士報》評選亞洲最佳大學 義大再度上榜[14]
- 泰晤士報亞洲最佳大學　義守大學榮登前二百大[15]
- AACSB國際商管百年認證 義守大學躋身全球前5%。[16]
- 義守大學首次入列英國泰晤士報高等教育特刊(Times Higher Education)全球前600-800名大學，其中產學合作項目排名世界第344名。[17]
- 義守大學獲選2014年美發明專利全球前百大學術單位。[18]
- 2014年世界大學CWUR全球排名為994名，名列全球前 4.6%。[19]
- 2014年義守大學撞球社勇奪全國大專錦標賽團體冠軍。
- 2014年義守大學慢速壘球隊勇奪全國大專盃春季慢速壘球錦標賽一般組冠軍。
- 2013年通識教育及第2週期系所評鑑全部通過，全國第一。
- 2013年義守大學籃球隊成為UBA26年來，第一支打入四強決賽的南部球隊。[20]
- 2013年未來事件交易所公布「2013台灣最好的商管學門評鑑」調查，義大管院全國第8、私校第3。
- 2012年連續六年獲教學卓越計畫補助，南部綜合大學第一。
- 2012世界大學網路排名Webometrics:台灣第33名、私立大學第12名、亞洲第241名、世界第1111名。
- 2011年104人力銀行民調「義守大學為南部企業愛用私立大學第1名」。
- 2011年國科會大專生專題計畫通過件數私校二第2名，2012年私校二第3名。
- 2011年產學合作成效廣泛度，獲得私立高校校院第9名，「進步最多」的部分第1名。
- 2009年勞委會就業學程件數金額全國第3名。
- 2009年教育部「跨學門人才培育計畫」件數，全國第2、私校第1。
- 2008年「第十一屆大學院校校際吉他音樂邀請賽（大吉盃）」義守大學吉他社獲得最高榮譽總錦標。
- 2008年-2012年連續五年發明專利申請數進入經濟部智慧財產局公布的臺灣法人（含企業及學校）百大排名，2008年名列第49名、2009年名列第29名，蟬連發明專利申請件數全臺灣私立大學第1名；2011-2012年連續二年發明專利公告發證件數進入百大排名，2012年名列第47名，私校第1名。
- 義大足球隊參加98學年中華民國大專院校足球聯賽奪得冠軍。
- 2014年入選美國國家發明家學會之全球前百大學術單位，並名列學會的「創新卓越大學」之一。
- 2015-2017年連續三年入選《英國泰晤士報高等教育特刊》全球最佳大學排名前1000大。2016-2017年連續二年入選《英國泰晤士報高等教育特刊》亞洲最佳大學排行榜。
- 2016年管理學院、觀光餐旅學院及國際學院同時通過AACSB國際商管認證。
- 2017年入選《英國泰晤士報高等教育特刊》亞太地區大學排行榜。
- 2018年義守大學籃球隊勇奪UBA公開男一級季軍
- 106學年度註冊率81.28%。[21]
- 2019年義守大學籃球隊勇奪UBA公開男一級亞軍

### 體育運動
球隊成立於2010年，加上三民家商和七賢國中籃球隊形成一三七體系，晉升甲組(公開組第一級)第一年獲得第十名，最佳成績曾獲第二名，義守大學招生來源除了三民家商跟少數甲級球員之外，多數都是高中乙級球員。
球隊成立於1993年，從一般大學一般組乙組開始組訓，曾於 1999 年、2000 年、2009 年、2014 年榮 獲四次冠軍，晉升甲組(公開組第一級)最佳成績曾獲第三名，在非體育專業學校球隊中，義守大學一直是南部足球選手的首選。

## 歷年日間部師生比及新生註冊率
- 110學年度日間部學生人數12576，專任老師人數532，日間部師生比23.64（學生數/老師數）。

- 112學年度新生註冊率71.27%。
- 113學年度新生註冊率80.71%。

## 外部連結
- 義守大學 （页面存档备份，存于）
- 義大新聞 （页面存档备份，存于）
- 義守年報 （页面存档备份，存于）
- 義守影音簡介 （页面存档备份，存于）